# Знахарство

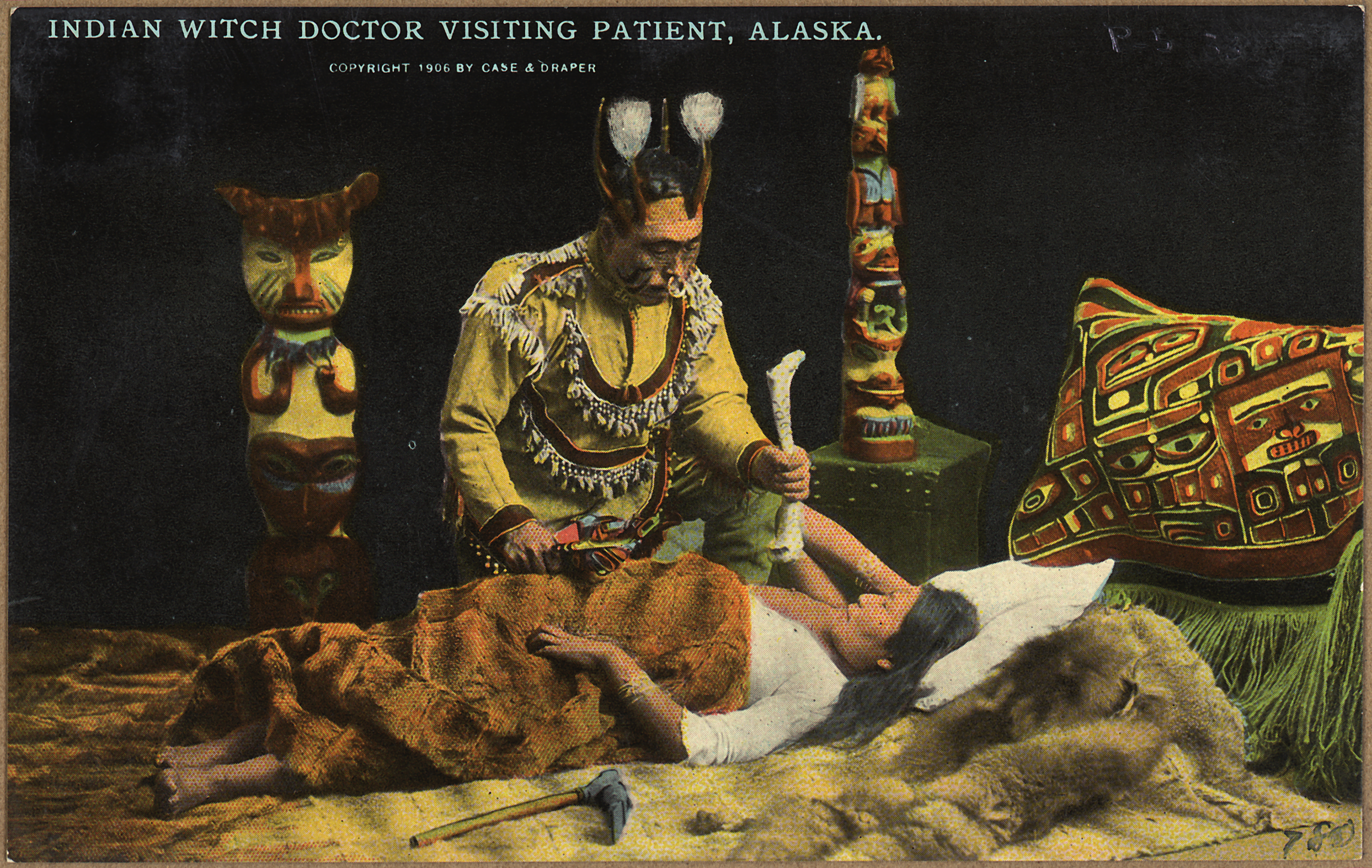
Індіанський знахар відвідує хворого, Аляска, близько 1906 року

Зна́харство — система лікування захворювань, яка ґрунтується на уявленнях про їхнє надприродне походження: внаслідок впливу наврочення, прокльонів, вселення злих духів тощо. На початковому етапі розвитку цивілізації знахарство не відокремлювалося від народної медицини, пізніше поняття народної медицини набуло значення сукупності емпіричних знань про цілительські засоби матеріального характеру (зілля, гігієнічні навички). Знахарство ж засновано на магічних і релігійних містичних прийомах. Сучасні прояви знахарства відрізняються залежно від етнокультурних особливостей і характеру релігійних вірувань у суспільстві.

## Знахарі в народних віруваннях
Знахарство в різних формах притаманне архаїчним культурам. Всі його прояви об'єднує віра в те, що знахар лікує хворих магічним чином: з використанням заклять, замовлянь або символічних дій, при цьому часто навіть не торкаючись до пацієнта. Знахар має високий статус у суспільстві, вважається власником таємного знання, що дозволяє йому уособлювати та підтримувати символічний порядок. Знахаря боялися і поважали водночас. Причинами хвороб, які лікує знахар, вбачаються психологічні стани пацієнта чи вплив надприродних сил. При лікуванні можуть бути присутні сторонні особи, тому для загалу відомо які практики використовує знахар, але здатність правильно їх виконувати вважається прерогативою саме цієї людини.
У слов'ян поширеним атрибутом знахаря є вода, над якою виконуються замовляння. З нею здійснюються такі маніпуляції як «наговорення», проливання через предмети з отворами, змішування з травами. Знахарями широко використовуються відвари, настоянки, натирання, пластирі, кровопускання, символічні дії.
Знахарі згадуються в народних казках. Зокрема поширеним у слов'янських казках є сюжет, де вони розрубують хворого і варять. За це їх хочуть стратити, але в останню мить хворий постає цілим і здоровим, а знахарі отримують нагороду. Причому знахарями іноді виступають Христос і його апостоли.

## Знахарі в українських народних віруваннях

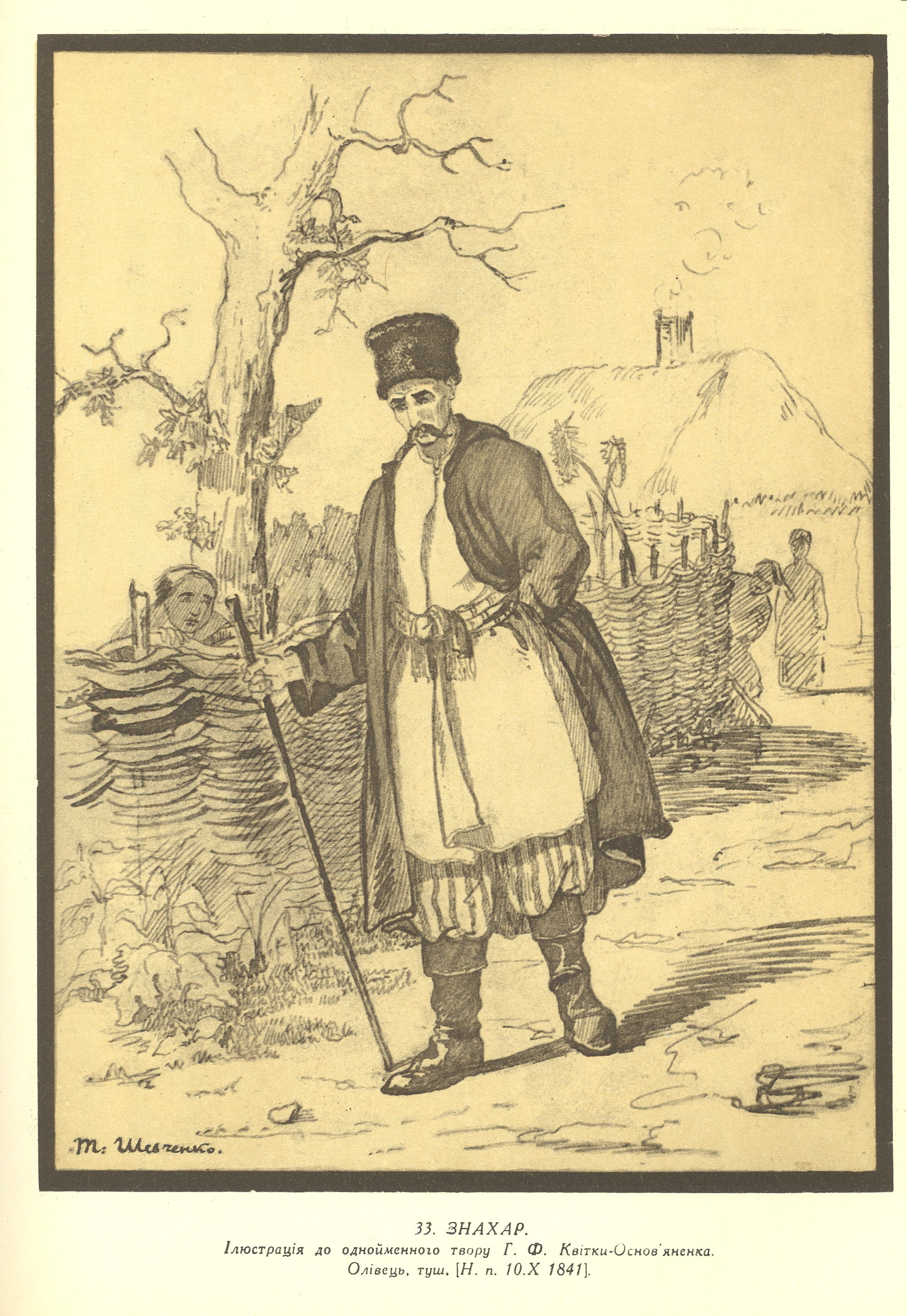
Знахар. Ілюстрація Тараса Шевченка до однойменного твору Г. Ф. Квітки-Основ'яненка. 1841 рік.

В українських народних віруваннях знахар/баба-шептуха протиставляється чаклуну/відьмі. Якщо знахар володіє знанням про цілительство від Бога, то чаклун отримує його від іншого чаклуна або від нечистої сили в обмін на щось. Чаклун-цілитель мусить платити за свої сили тим, що робить людям шкоду: насилає хвороби на людей та худобу, псує збіжжя. Іноді вони чітко розділялися за функціями: знахар тільки лікує хвороби, а чаклун тільки насилає їх.
Знахарями, бувало, вважалися ті, хто офіційно працює гончарами, будівельниками, пасічниками чи мисливцями; магічні якості приписувалися козакам. Здебільшого знахарями уявлялися чоловіки як представники цих суто чоловічих у давнину професій. Хоча фактично жінками знахарство практикувалося частіше, чоловіче знахарство вважалося більш почесним і сильним. За віруваннями, знахарем може виявитися і чужинець, мандрівник; представники немісцевих етносів і віросповідань.
Вважалося, що перша та остання дитина в родині буде наділена здібностями зі знахарства. Побутувало уявлення, що знахар може перед смертю передати цілющу силу молодшій за себе людині через доторк. Це може бути старший син, похресник, або та людина, якій знахар чимось зобов'язаний. Чаклун начебто міг передати власну цілющу силу тому, хто зуміє вночі вилізти на хрест догори ногами та спуститися, ніким не помічений. Якщо ж знахар або чаклун розповість комусь таємницю цілительства, то назавжди втратить її. Чаклунами-цілителями вважалися люди з фізичними вадами. За повір'ям, чаклуни довго та болісно помирають, якщо хтось не прийме їхню силу, або якщо не посадити їх на символічні кордони: поріг хати, вікно, димар, перехрестя, межу полів. Ховати померлих чаклунів належало в труні з осиковою кришкою, або «давши» мерцеві завдання на кшталт зібрати розсипаний мак або згризти шматок заліза. Якщо чаклун не передасть своєї сили, то вилазитиме з могили, або в його труп вселиться чорт аби робити людям шкоду.
Знахарі не вимагали за свої послуги оплати, проте вважалося, що за них потрібно віддячити — найчастіше харчами, полотном або грошима. Церква забороняла вірянами звертатися до будь-яких цілителів через переконання, що хвороби — це покарання чи випробування, дане Богом. Водночас знахарі часто послуговувалися церковною атрибутикою — хрестами, іконами, свічками, та формально обходили заборону на цілительство, спершу просячи в Бога простити хворому гріхи, за які він отримав хворобу. Деякі священники, однак, самі зверталися до знахарів або й виконували цілительські дії.
Значну частину знахарства складало лікування психічних хвороб, зокрема дитячих. Так, «ляк» (збірна народна назва дитячих неврозів) на Рівненщині нібито лікувався шляхом спалення льону, на Київщині — обведенням навколо дитини підпаленою пір'їною, загубленою журавлем, або — широко по Україні — коченням яйця навколо тіла. Яйце потім розбивали, спалювали чи віддавали собаці. «Чорну хворобу» (епілепсію) намагалися лікувати, накриваючи хвору людину тканиною, на яку клали землю і пір'я чорного півня. Різні шкірні хвороби загалом називалися «рожа» та нібито лікувалася спалюванням соломи, поліна, полотна. Загалом, хвороба «виганялася» ніби певна субстанція за межі «нормального», видимого світу чи в якийсь предмет, якого належало позбутися, або ж «переселялася» в тварину. Проти фізичних хвороб — застуди, шкірних хвороб, опіків — використовувався різний жир, для знезараження ран — сіль. Водночас знахарям приписувалася і здатність створювати згубні напої, отрути, зокрема «перепой», зроблений із хліба та гадючої отрути.
Обмежені знахарські знання вважалися доступними і пересічним людям. Так, щоб зняти дитині «вроки» (хвороби, наслані «злим поглядом») на Поліссі радили витерти дитині лоба пеленою спідньої сорочки. Також деякі способи уникнути хвороб описувалися доступними для загалу. Наприклад, що треба уникати місця, де був вихор (вихор уявлявся танцем чортів або злим духом), що не можна купати дітей у воді, в яку світив Місяць (через уявлення, що Місяць світить для мертвих). Для захисту від хвороб використовувалися обереги зі свячених трав, таких як чебрець, полин, кропива, а також свята вода, роса, церковні свічки, залізні вироби, частинка збіжжя та інші ужиткові речі, пов'язані з символічним початком і кінцем чого-небудь.
Від кінця XIX ст. розуміння знахарів і знахарок змістилося до негативнішого і вони стали в народній уяві майже тотожні відьмам з чаклунами. В XX—XXI століттях побутує фольклорне уявлення, що знахарів більше не існує, або вони суттєво слабші, ніж колись. Разом з тим у 1990-і роки віра в знахарів поширилась з одного боку на фоні зростання інтересу до надприродного в духовних пошуках, і з іншого завдяки поєднанню методів традиційного лікування з сучасними медичними знаннями, отриманими зі ЗМІ.

## Знахарі з наукової точки зору
Основною рисою знахарської терапії дослідниками називається заспокоєння хворого, а не дійсне лікування. Головна мета діяльності знахаря полягає в тому, щоб пацієнт відчув себе частиною спільноти, від якої був відокремлений унаслідок хвороби, через відсутність змоги приносити суспільству користь. Цьому слугують замовляння, що створюють образ загадкового дійства, яким розпоряджається знахар. Замовляння як правило промовляються пошепки, розміреним тоном, з тавтологіями, в обстановці тиші та при загадкових маніпуляціях предметами. Що складніше і незрозуміліше замовляння, то на погляд неосвіченої людини сильнішим є знахар. Лікування буває зведеним до викликання рвоти у хворого за допомогою речовин рвотної дії чи просто огидних засобів (комахи, сеча, які слід проковтнути). Разом з тим використання настоянок і відварів трав дійсно може мати лікувальний ефект, що сприяє складанню каталогів і керівництв: «травників» і «квітників».
В Україні дозволяється обмежене заняття знахарством як народною і нетрадиційною медициною. Право на це мають особи, які отримали спеціальний дозвіл, виданий Міністерством охорони здоров'я (МОЗ). Законом визначено заборону на лікування знахарями чи цілителями онкологічних хворих; лікування хворих на інфекційні захворювання, у тому числі венеричні та заразні шкірні, лікування психічно хворих, наркоманів, догляд та лікування ускладнень вагітності; хірургічні втручання, проведення заходів із використанням методу гіпнозу.
Існуванню знахарства в сучасності сприяє неспроможність державної ланки медичної допомоги реалізувати досягнення сучасної медицини, а також дороговизна медичного обслуговування. Згідно з опитуванням, проведеним у США в 2001 році Інститутом Ґеллапа, 54 % опитаних вірять у реальність духовного впливу на стан здоров'я. Примітно, що з 1990 цей відсоток зріс на 8 %. Переважно це особи 39-50 років, чоловіків і жінок майже порівно.